# Yuki Takahashi
Yuki Takahashi (Saitama, 12 de julho de 1984) é um motociclista japonês que atualmente disputa o mundial de MotoGP nas 250cc pela Honda.